# Ewenische Sprache
Die ewenische Sprache (auch „lamutische Sprache“) gehört zu den mandschu-tungusischen Sprachen.

## Geschichte
Die östlichsten Dialekte des Ewenischen sollen sich um 500 n. Chr. von den westlichsten Dialekten des Ewenkischen getrennt haben, mit dem das Ewenische gemeinsam mit dem Negidalischen zum nördlichen Zweig der mandschu-tungusischen Sprachen gerechnet wird. Einige Dialekte der beiden Sprachen in Jakutien haben engen Sprachkontakt beibehalten und weisen starke grammatikalische und lexikalische Überschneidungen auf.
Die großen Unterschiede zwischen östlichen Dialekten auf Kamtschatka, Tschukotka, Magadan und Chabarowsk und den westlichen in Jakutien machten es schwierig, eine gemeinsame Schriftsprache zu finden. Ab 1932 entstand eine Schriftsprache auf der Basis des Ola-Dialekts auf Basis des kyrillischen Alphabets, ab den 1960ern entstanden in Jakutien und Kamtschatka allerdings jeweils Schriftsysteme nach den eigenen Dialekten.

## Heutige Situation
Die Sprache ist stark gefährdet. Die Mehrheit der Ewenen spricht heute nicht mehr Ewenisch, sondern Russisch und bzw. oder Jakutisch. 1979 gab es etwa 7.000 Sprecher.